# Nassira Traoré
Nassira Traoré (22 de outubro de 1988) é uma basquetebolista malinesa.

## Carreira
Traoré integrou a Seleção Malinesa de Basquetebol Feminino nos Jogos Olímpicos de Pequim 2008, terminando na décima segunda posição.